# Фјорио-Бернардо (Бјела)
Фјорио-Бернардо је насеље у Италији у округу Бијела, региону Пијемонт.
Према процени из 2011. у насељу је живело 147 становника. Насеље се налази на надморској висини од 211 м.